# هاري شميت
هاري شميت (بالإنجليزية: Harry Schmidt)‏ هو ضابط أمريكي، ولد في 25 سبتمبر 1886 في هولدريج في الولايات المتحدة، وتوفي في 10 فبراير 1968.